# 若葉山鐘
若葉山 鐘（わかばやま あつみ、1895年3月9日 - 1958年4月27日）は、千葉県千葉郡（現：千葉県千葉市若葉区）出身で二十山部屋に所属した大相撲力士。本名は小林 鐘（こばやし あつみ）。最高位は東関脇。

## 来歴
1895年3月9日に千葉県千葉郡（現：千葉県千葉市若葉区）で生まれる。地元の小学校を卒業後は隣村の澱粉工場で勤務していたが、同郷の二十山にスカウトされて入門、1913年5月場所で初土俵を踏んだ。四股名の若葉山は「盛んなもの」の意として二十山が命名した。非常に稽古熱心で、番付に名前が記載されてからは負け越し知らずのまま1918年5月場所で新十両昇進、1920年5月場所で新入幕を果たした。
1925年1月場所では小結で8勝2敗の好成績を挙げ、優勝旗手の栄冠を手にしている。1922年5月場所から1931年10月場所まで31場所の長期に渡って幕内上位に定着していたのは地力の証明だが、土俵度胸が不足して立合いが下手で、松内則三から「若葉山 紅葉の頃に 立ち上がり」と一句詠まれるほど仕切り時間が長いために変わり身の速い力士に苦戦したことが、大関昇進を果たせなかった一因であるとされている。それでも怪力と固い脇を生かしつつ、諸筈押しで少しずつ攻める正攻法の押しで、相手が前に落ちそうになっても絶対に叩かずに最後まで押し込む正攻法の相撲を繰り広げた。
1933年5月場所を最後に現役を引退し、年寄・錣山を襲名して後進の指導に専念した。この間、先代から部屋を継承した小錦八十吉（2代）の死去によって二十山部屋が閉鎖（1943年）されると、双葉山相撲道場に移籍し、後進の岩平に四股名「若葉山」を譲渡した（岩平改め若葉山貞雄は、自身の引退後に年寄・錣山の名跡も譲り受けた）。1957年、鹿児島県の巡業の際階段から落ちて負傷し療養していたが、1958年4月27日、年寄在籍中に死去。63歳没。

## 主な成績
- 幕内成績：251勝218敗1分1預15休　勝率.535
- 幕内成績：203勝198敗1分1預15休　勝率.506
- 現役在位：54場所
- 幕内在位：40場所
- 三役在位：21場所（うち関脇8場所、小結13場所）
- 優勝旗手：1回
- 金星：3個（宮城山福松）
- 各段優勝
  - 三段目優勝：1回 (1917年1月場所)

### 場所別成績
| 1913年 （大正2年） | x                      | x                | （前相撲）           | x                   |
| 1914年 （大正3年） | （前相撲）             | x                | 西序ノ口19枚目 3–2   | x                   |
| 1915年 （大正4年） | 西序二段74枚目 4–1     | x                | 東序二段32枚目 5–0   | x                   |
| 1916年 （大正5年） | 東三段目62枚目 3–2     | x                | 西三段目41枚目 4–1   | x                   |
| 1917年 （大正6年） | 西三段目9枚目 優勝 5–0 | x                | 西幕下25枚目 4–1     | x                   |
| 1918年 （大正7年） | 西幕下4枚目 3–2        | x                | 西十両14枚目 3–2     | x                   |
| 1919年 （大正8年） | 西十両5枚目 5–5        | x                | 東十両7枚目 4–1      | x                   |
| 1920年 （大正9年） | 東十両筆頭 5–3         | x                | 東前頭16枚目 4–1–5   | x                   |
| 1921年 （大正10年） | 東前頭9枚目 6–4        | x                | 西前頭2枚目 7–3      | x                   |
| 1922年 （大正11年） | 西関脇 6–4             | x                | 東関脇 4–6           | x                   |
| 1923年 （大正12年） | 西前頭2枚目 7–3        | x                | 東前頭筆頭 7–3 (1預) | x                   |
| 1924年 （大正13年） | 東関脇 5–5             | x                | 西関脇 4–7           | x                   |
| 1925年 （大正14年） | 西張出小結 8–2–1 旗手  | x                | 東関脇 7–4           | x                   |
| 1926年 （大正15年） | 東張出関脇 8–3         | x                | 西張出関脇 7–4       | x                   |
| 1927年 （昭和2年） | 東小結 7–4             | 東小結 1–10      | 西関脇 6–5           | 西前頭2枚目 2–7–2 ★ |
| 1928年 （昭和3年） | 東小結 3–8             | 西前頭5枚目 7–4  | 西前頭4枚目 7–4 ★    | 西前頭4枚目 6–5     |
| 1929年 （昭和4年） | 東前頭筆頭 6–5         | 東前頭筆頭 7–4 ★ | 東小結 9–2           | 東小結 3–8          |
| 1930年 （昭和5年） | 東小結 6–5             | 東小結 8–3       | 西小結 3–7 (1引分)   | 西小結 1–3–7        |
| 1931年 （昭和6年） | 東前頭3枚目 4–7        | 東前頭3枚目 3–8  | 西前頭5枚目 7–4      | 西前頭5枚目 2–9     |
| 1932年 （昭和7年） | 東前頭筆頭 5–3         | 東前頭筆頭 5–5   | 東小結 5–6           | 東小結 2–9          |
| 1933年 （昭和8年） | 西前頭2枚目 7–4        | x                | 東小結 引退 1–10–0   | x                   |
| 各欄の数字は、「勝ち-負け-休場」を示す。 優勝 引退 休場 十両 幕下 三賞：敢=敢闘賞、殊=殊勲賞、技=技能賞 その他：★=金星 番付階級：幕内 - 十両 - 幕下 - 三段目 - 序二段 - 序ノ口 幕内序列：横綱 - 大関 - 関脇 - 小結 - 前頭（「#数字」は各位内の序列） |                        |                  |                      |                     |

- 1925年1月の1休､1927年10月の2休はいずれも相手力士の休場によるもの｡
- 春秋園事件による番付編成変更前の1932年1月場所番付では東前頭9枚目。